# Mansvét Förschan
Mansvét Förschan OFM (?-1720), latinsky Mansuetus Forschan byl český františkán a teolog. Narodil se v Březně někdy před rokem 1685, zřejmě však ještě o něco dříve. Ve františkánském řádu působil zejména jako lektor teologie a církevního práva na klášterních školách. V roce 1715 takto přednášel bohosloví na řádových generálních studiích v Praze u P. Marie Sněžné. V témže roce v pražském kostele Neposkvrněného početí P. Marie u františkánů hybernů pronesl veřejně pronesl obhajobu Neposkvrněného početí P. Marie vydanou též tiskem: Domus e Scoti Sententia Absque Labe Originali ... seu Maria Dei Genitrix gloria sine peccato. Praha : tiskař Karel Jan Hraba, 1715.
Na provinční františkánské kapitule v Praze v září 1716 byl jmenován provinčním definitorem a na další řádné kapitule v září 1719 v Nyse byl zvolen českým františkánským provinciálem. Spolu s vedením provincie zanechal aktivní výuky a byl dále titulován jako emeritní lektor. Podobně jako další čeští františkáni již dříve (Řehoř Jeřábek, Castulus Martin, Bernardin Ungar (†1707) nebo Sebastian Schambogen), působil jako generální vizitátor velkopolské františkánské provincie. Zvládl ještě řídit mimořádné setkání provinčního definitoria v Zásmukách 15. září 1720, v místním klášteře však již zůstal a o několik dní později zde 8. října umírá. Vedení české františkánské provincie za něj přebral jeho zástupce (vikář) Wolfgang Forel.